# Joshua (cantante)
Joshua, pseudonimo di Joshua Bale (Rimini, 14 agosto 1995), è un cantautore italiano.

## Biografia
Joshua è nato a Rimini da madre italiana e padre congolese. Durante l'adolescenza si appassiona alle percussioni e alla musica soul, hip hop e R&B. Nel 2014 si è trasferito a Milano.
Nel 2021 collabora con il producer Sedd, con cui pubblica i suoi primi singoli MQ2, Coke Freestyle, Diventare grande e Black.
Nel 2024 ha conosciuto Shablo, con cui ha collaborato ai singoli Cold e Hope; quest'ultimo vede anche la partecipazione del rapper Izi.
Nel 2025 ha debuttato al Festival di Sanremo con La mia parola insieme a Shablo, Guè e Tormento. Con i due rapper e il produttore ha collaborato anche in Spirito libero.

## Discografia

### Singoli
Come artista principale
- 2021 – MQ2
- 2022 – Coke Freestyle
- 2022 – Diventare grande
- 2022 – Royal Rumble (feat. Killa)
- 2023 – Calibro (feat. Pitta)
- 2023 – U
- 2023 – Black
- 2024 – Cold (con Shablo)

Come artista ospite
- 2024 – Hope (Shablo feat. Izi e Joshua)
- 2025 – La mia parola (Shablo feat. Guè, Joshua e Tormento)
- 2025 – Gelido (Shablo feat. Joshua, Tormento e Mimì)
- 2025 – Spirito libero (Shablo feat. Guè, Joshua e Tormento)

### Collaborazioni
- 2022 – Diamante (Braco feat. Joshua, dall'album Horcrux)
- 2025 – Buonanotte (Low-Red feat. Joshua e ilovethisbeat, dall'album The Biggest Sblao Eva Eva Eva)
- 2025 – Cuoreapezzi (Neffa feat. Guè e Joshua, dall'album Canerandagio parte 1)
- 2025 – Lost Manifesto (Shablo feat. Joshua, dall'album Manifesto)
- 2025 – Welcome to the Jungle (Shablo feat. Ernia, Joshua e Neffa, dall'album Manifesto)
- 2025 – Non si può (Shablo feat. Joshua e Rkomi, dall'album Manifesto)
- 2025 – Che storia sei? (Shablo feat. Joshua, Nayt e Joan Thiele, dall'album Manifesto)
- 2025 – Mille problemi (Shablo feat. Irama, Joshua e Tormento, dall'album Manifesto)
- 2025 – The One (Shablo feat. Joshua, Noyz Narcos, Tormento e TY1, dall'album Manifesto)
- 2025 – Karma loop (Shablo feat. Ele A, Joshua, Tormento, dall'album Manifesto)
- 2025 – Killer baby (Shablo feat. Joshua e Tormento, dall'album Manifesto)
- 2025 – Love me (Shablo feat. Joshua, Mimì, Tormento e YellowStraps, dall'album Manifesto)
- 2025 – Immagina (Shablo feat. Inoki e Joshua, dall'album Manifesto)
- 2025 – Asfalto (Shablo feat. Joshua, dall'album Manifesto)

## Partecipazioni a manifestazioni canore
- Festival di Sanremo (Rai 1)
  - 2025 – 18º posto sezione "Campioni" con La mia parola, in duetto con Shablo, Guè e Tormento